# 相生村 (香川県)
相生村（あいおいむら）は、香川県大川郡にあった村。

## 歴史
- 1890年（明治23年）2月15日 - 町村制施行に伴い、大内郡馬宿村・川股村・黒羽村・坂元村・南野村・吉田村の区域を以て相生村が成立。
- 1899年（明治32年）4月1日 - 大川郡の所属となる。
- 1955年（昭和30年）4月1日 - 大川郡引田町・小海村と新設合併し、改めて引田町が発足。同日相生村廃止。

## 出身・ゆかりのある人物
- 笠置シヅ子
- 南原繁 - 東京大学総長